# Hugo Jäger

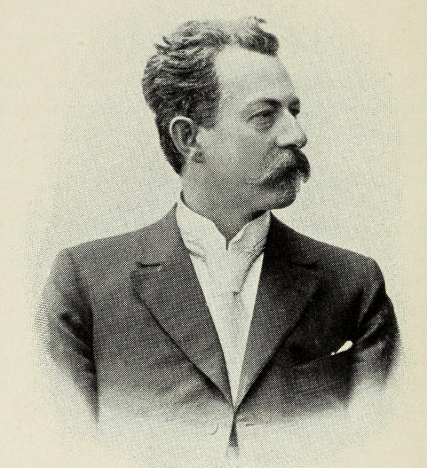
Hugo Jäger, Dessau

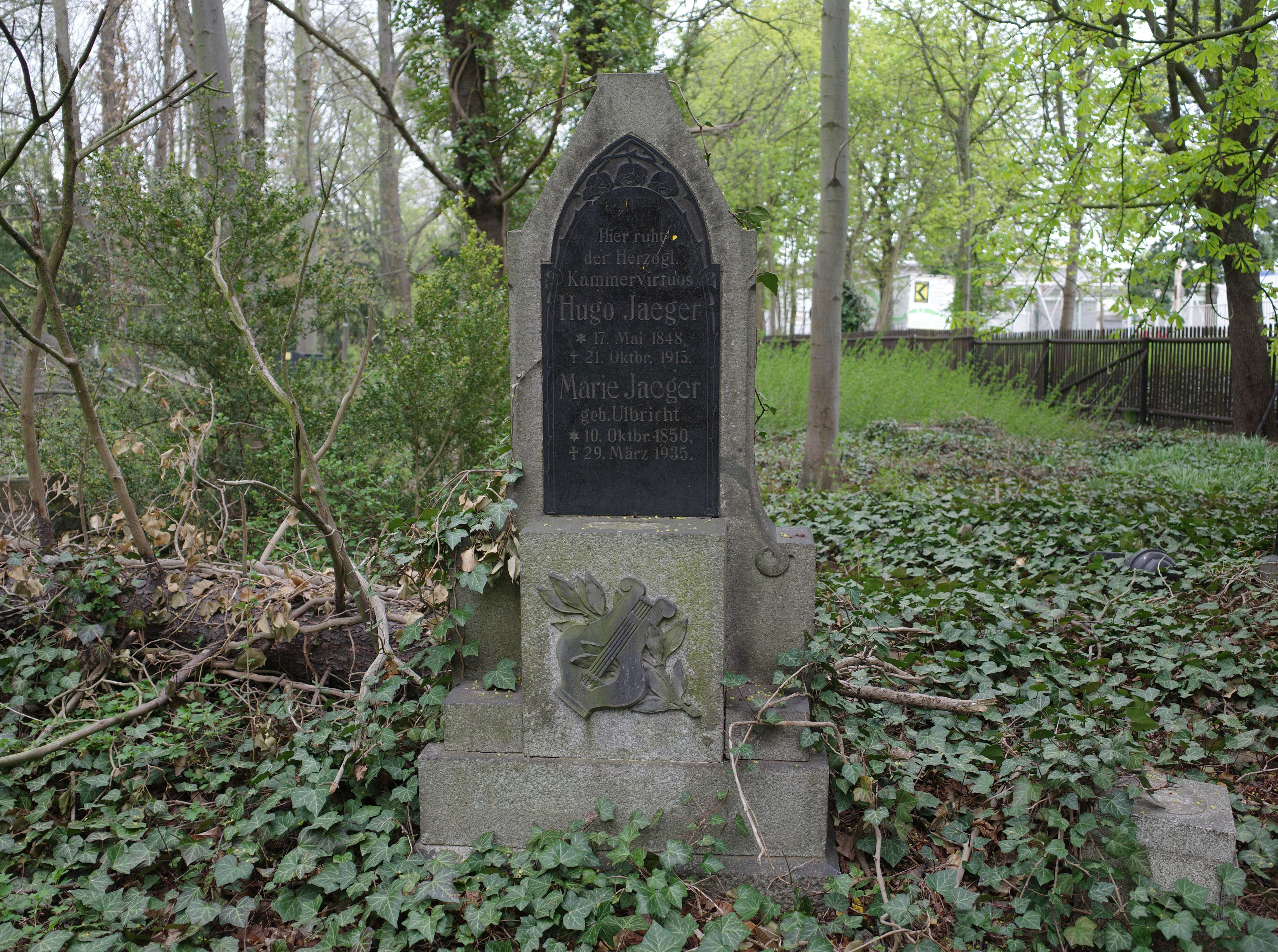
Ruhestätte in Dessau

Hugo Jäger (* 17. Mai 1848 in Warmbrunn, Niederschlesien; † 21. Oktober 1915 in Dessau) war ein deutscher Cellist.

## Wirken
Jäger war Schüler von David Popper in Wien sowie Friedrich Grützmacher sen. in Dresden. Nach Abschluss seiner Ausbildung wurde er Mitglied der Hofkapelle des Fürsten Konstantin zu Hohenzollern in Löwenberg (Niederschlesien). Nach deren Auflösung wirkte er als Solocellist in Ems, Altenburg, Braunschweig und Pawlowsk bei St. Petersburg. 1874 wurde er Mitglied der Herzoglichen Hofkapelle in Dessau und war dort seit dem Tod seines Vorgängers Karl Lübbe ab 1888 als erster Solo-Violoncellist tätig.
„Jäger trat vielfach mit Erfolg als Solist auf und hat sich besonders als Kammermusikspieler vorteilhaft bekannt gemacht.“